# Futbol'nyj Klub Orenburg 2016-2017
Questa voce raccoglie le informazioni riguardanti il Futbol'nyj Klub Orenburg nelle competizioni ufficiali della stagione 2016-2017.

## Stagione
Fu la prima stagione disputata con la nuova denominazione di Orenburg; fino alla stagione precedente il club si chiamava Gazovik Orenburg.
Guidata per la sesta stagione consecutiva da Robert Evdokimov, in campionato la squadra finì tredicesima, dovendo così affrontare gli spareggi per non retrocedere: qui affrontò il SKA-Chabarovsk, soccombendo nel doppio confronto ai rigori.

## Maglie
| Manica sinistra · Manica sinistra · Maglietta · Maglietta · Manica destra · Manica destra · Pantaloncini · Pantaloncini · Calzettoni · Calzettoni | Manica sinistra · Manica sinistra · Maglietta · Maglietta · Manica destra · Manica destra · Pantaloncini · Pantaloncini · Calzettoni · Calzettoni |

## Rosa
| N. |                        | Ruolo | Calciatore                |
| -- | ---------------------- | ----- | ------------------------- |
| 1  | Russia (bandiera)      | P     | Aleksandr Rudenko         |
| 2  | Russia (bandiera)      | D     | Vladimir Polujachtov      |
| 3  | Bielorussia (bandiera) | D     | Michail Sivakoŭ           |
| 4  | Croazia (bandiera)     | D     | Ivica Žunić               |
| 5  | Russia (bandiera)      | C     | Roman Vorobjov            |
| 8  | Russia (bandiera)      | C     | Marat Shogenov            |
| 9  | Russia (bandiera)      | C     | Vladimir Parnyakov        |
| 10 | Russia (bandiera)      | A     | Anzor Sanaia              |
| 12 | Russia (bandiera)      | C     | Andrej Malych             |
| 13 | Bielorussia (bandiera) | C     | Pavel Njachajčyk          |
| 15 | Russia (bandiera)      | D     | Dmitri Andreev (capitano) |
| 16 | Slovacchia (bandiera)  | A     | Michal Ďuriš              |
| 17 | Russia (bandiera)      | C     | Dmitrij Efremov           |
| 20 | Russia (bandiera)      | C     | Aleksei Pomerko           |

| N. |                        | Ruolo | Calciatore        |
| -- | ---------------------- | ----- | ----------------- |
| 22 | Russia (bandiera)      | C     | Georgij Gabulov   |
| 23 | Russia (bandiera)      | C     | Sergey Breev      |
| 24 | Russia (bandiera)      | C     | Igor Koronov      |
| 27 | Bielorussia (bandiera) | D     | Maksim Bardačoŭ   |
| 29 | Uzbekistan (bandiera)  | C     | Vadim Afonin      |
| 30 | Bielorussia (bandiera) | P     | Aljaksandr Hutar  |
| 32 | Slovenia (bandiera)    | C     | Denis Popović     |
| 33 | Russia (bandiera)      | P     | Dmitrij Abakumov  |
| 40 | Bulgaria (bandiera)    | C     | Blagoj Georgiev   |
| 41 | Russia (bandiera)      | P     | Michail Keržakov  |
| 45 | Georgia (bandiera)     | A     | Elguja Lobjanidze |
| 48 | Russia (bandiera)      | C     | Maksim Grigor'ev  |
| 50 | Bielorussia (bandiera) | C     | Stanislaŭ Drahun  |
| 58 | Russia (bandiera)      | D     | Ade               |

## Risultati

### Campionato
| Rostov sul Don 30 luglio 2016 1ª giornata | Rostov | 1 – 0 referto | Orenburg | Stadio Olimp-2 |

| Orenburg 7 agosto 2016 2ª giornata | Orenburg | 0 – 1 referto | CSKA Mosca | Stadio Gazovik |

| Orenburg 15 agosto 2016 3ª giornata | Orenburg | 0 – 0 referto | Amkar Perm' | Stadio Gazovik |

| Tula 22 agosto 2016 4ª giornata | Arsenal Tula | 0 – 0 referto | Orenburg | Stadio Arsenal |

| Orenburg 27 agosto 2016 5ª giornata | Orenburg | 2 – 0 referto | Rubin | Stadio Gazovik |

| Orenburg 10 settembre 2016 6ª giornata | Orenburg | 0 – 0 referto | Anži | Stadio Gazovik |

| Orenburg 16 settembre 2016 7ª giornata | Orenburg | 1 – 3 referto | Spartak Mosca | Stadio Gazovik |

| Orenburg 25 settembre 2016 8ª giornata | Orenburg | 0 – 1 referto | Ural | Stadio Gazovik |

| Groznyj 1º ottobre 2016 9ª giornata | Terek Groznyj | 2 – 1 referto | Orenburg | Stadion imeni Achmat-Chadži Kadyrova |

| Orenburg 16 ottobre 2016 10ª giornata | Orenburg | 3 – 1 referto | Tom' Tomsk | Stadio Gazovik |

| San Pietroburgo 24 ottobre 2016 11ª giornata | Zenit San Pietroburgo | 1 – 0 referto | Orenburg | Stadio Petrovskij |

| Orenburg 31 ottobre 2016 12ª giornata | Orenburg | 1 – 0 referto | Kryl'ja Sovetov Samara | Stadio Gazovik |

| Krasnodar 6 novembre 2016 13ª giornata | Krasnodar | 3 – 3 referto | Orenburg | Stadio FK Krasnodar |

| Orenburg 19 novembre 2016 14ª giornata | Orenburg | 1 – 1 referto | Lokomotiv Mosca | Stadio Gazovik |

| Ufa 25 novembre 2016 15ª giornata | Ufa | 1 – 0 referto | Orenburg | Stadio Neftjanik |

| Mosca 30 novembre 2016 16ª giornata | CSKA Mosca | 2 – 0 referto | Orenburg | Arena CSKA |

| Perm' 5 dicembre 2016 17ª giornata | Amkar Perm' | 3 – 0 referto | Orenburg | Stadio Zvezda |

| Orenburg 4 marzo 2017 18ª giornata | Orenburg | 3 – 0 referto | Arsenal Tula | Stadio Gazovik |

| Kazan' 11 marzo 2017 19ª giornata | Rubin | 0 – 0 referto | Orenburg | Stadio Centrale |

| Kaspijsk 17 marzo 2017 20ª giornata | Anži | 1 – 0 referto | Orenburg | Anži-Arena |

| Mosca 3 aprile 2017 21ª giornata | Spartak Mosca | 3 – 2 referto | Orenburg | Otkrytie Arena |

| Ekaterinburg 10 aprile 2017 22ª giornata | Ural | 2 – 0 referto | Orenburg | SKB-Bank Arena |

| Orenburg 16 aprile 2017 23ª giornata | Orenburg | 2 – 1 referto | Terek Groznyj | Stadio Gazovik |

| Tomsk 23 aprile 2017 24ª giornata | Tom' Tomsk | 1 – 2 referto | Orenburg | Trud Stadium |

| Orenburg 26 aprile 2017 25ª giornata | Orenburg | 0 – 1 referto | Zenit San Pietroburgo | Stadio Gazovik |

| Samara 1º maggio 2017 26ª giornata | Kryl'ja Sovetov Samara | 1 – 1 referto | Orenburg | Stadio Metallurg |

| Orenburg 7 maggio 2017 27ª giornata | Orenburg | 1 – 0 referto | Krasnodar | Stadio Gazovik |

| Mosca 13 maggio 2017 28ª giornata | Lokomotiv Mosca | 4 – 0 referto | Orenburg | Stadio Lokomotiv |

| Orenburg 17 maggio 2017 29ª giornata | Orenburg | 1 – 1 referto | Ufa | Stadio Gazovik |

| Orenburg 21 maggio 2017 30ª giornata | Orenburg | 2 – 0 referto | Rostov | Stadio Gazovik |

#### Spareggio promozione retrocessione
| Chabarovsk 25 maggio 2017 Andata | SKA-Chabarovsk | 0 – 0 referto | Orenburg | Stadio Lenin |

| Orenburg 28 maggio 2017 Ritorno              | Orenburg             | 0 – 0 (d.t.s.) referto | SKA-Chabarovsk | Stadio Gazovik |
| \| \| \| \| \| \| Tiri di rigore 3 – 5 \| \| |                      |                        |                |                |
|                                              |                      |                        |                |                |
|                                              | Tiri di rigore 3 – 5 |                        |                |                |

### Coppa di Russia
| Astrachan' 21 settembre 2016 Sedicesimi di finale | Volgar' Astrachan' | 0 – 1 referto | Orenburg | Stadio Centrale |

| Krasnodar 27 ottobre 2016 Ottavi di finale | Krasnodar | 3 – 2 referto | Orenburg | Stadio FK Krasnodar |